# 윌리엄스관

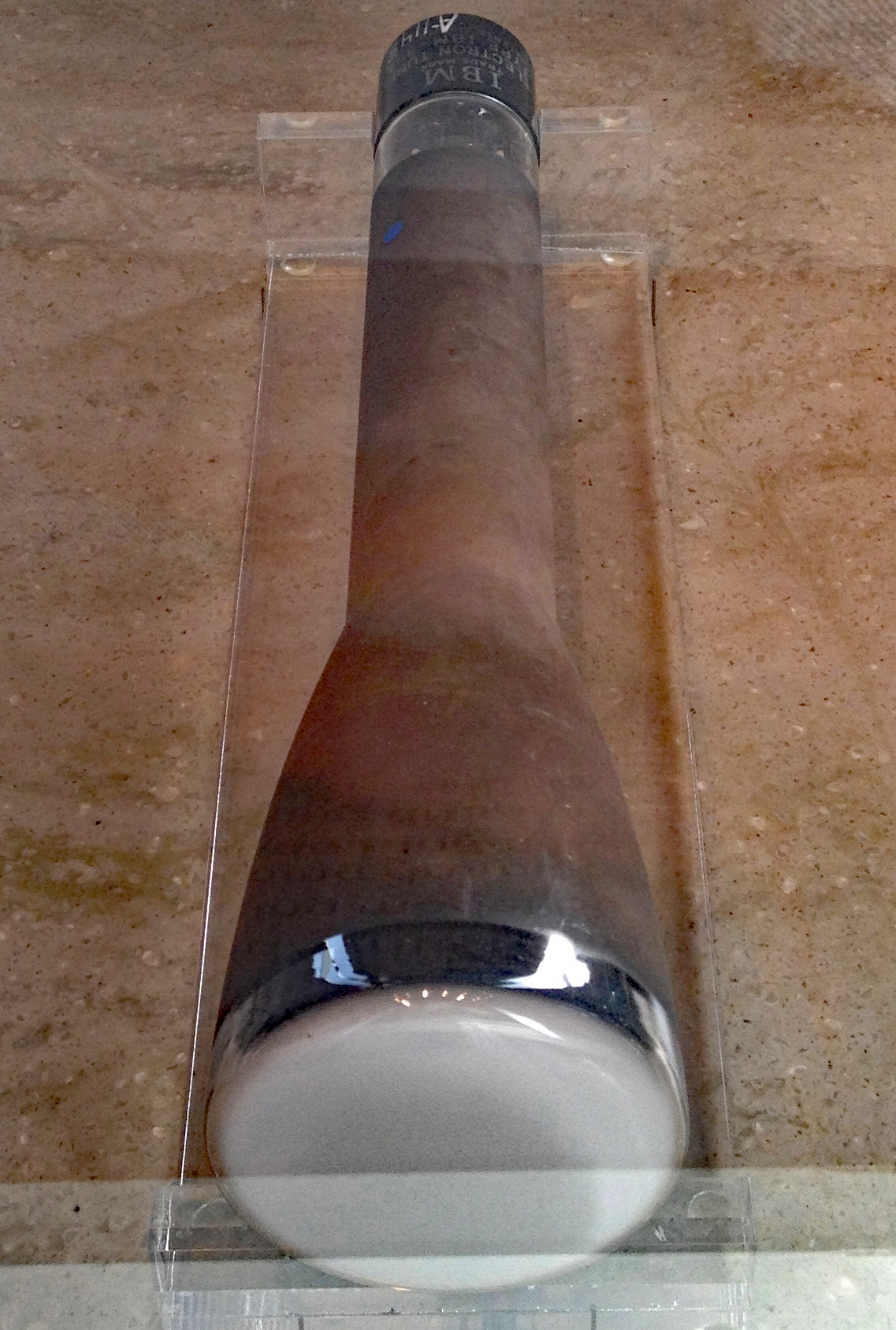
캘리포니아주 마운틴뷰 컴퓨터 역사 박물관의 IBM 701의 윌리엄스-킬번관.

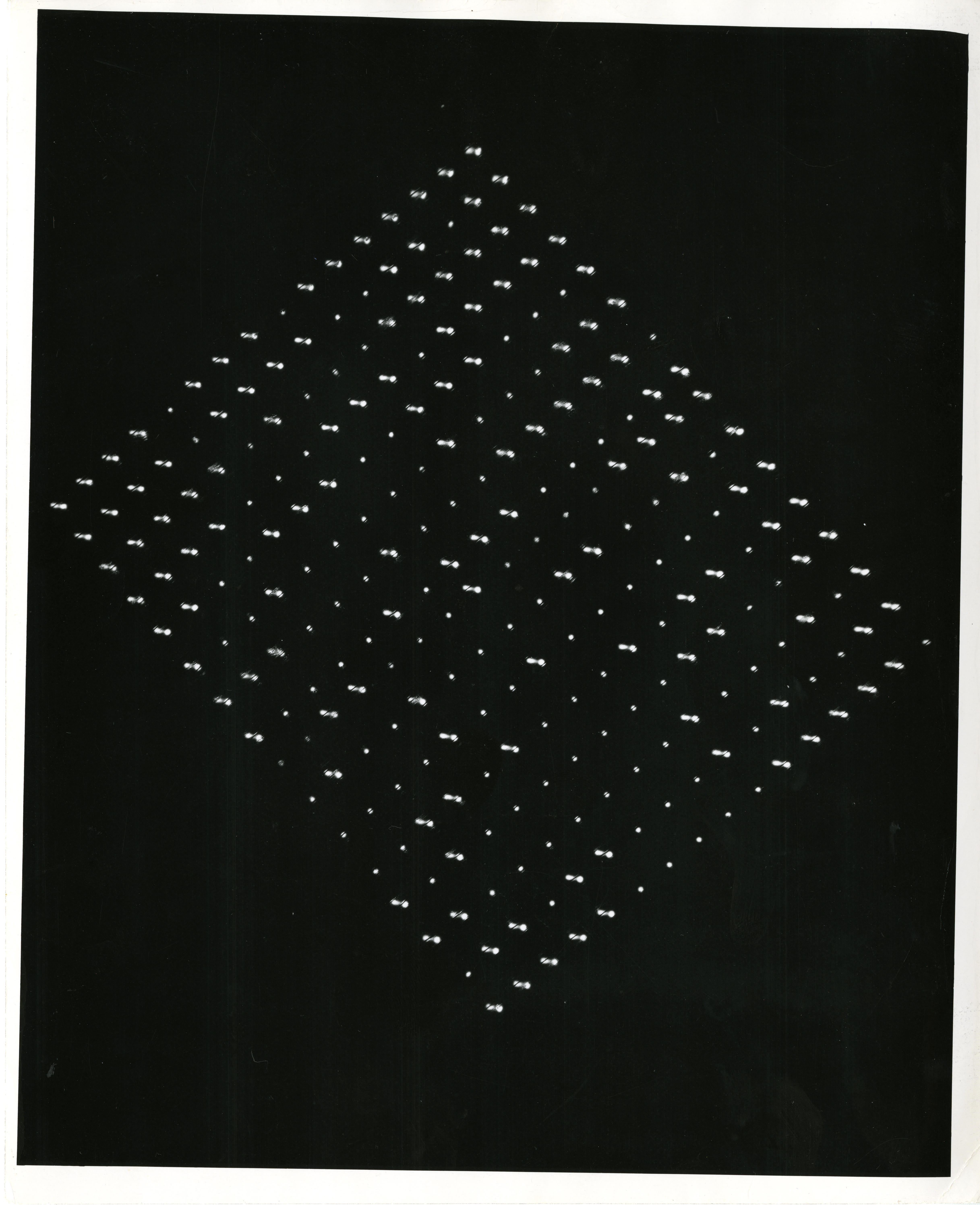
SWAC 윌리엄스관 CRT의 메모리 패턴

윌리엄관(Williams tube), 윌리엄스-킬번관(Williams–Kilburn tube)은 발명가 프레디 윌리엄스와 톰 킬번의 이름을 따서 지은 초기 형태의 주기억장치이다. 최초의 랜덤 액세스 디지털 기억 장치였으며 초기의 몇몇 컴퓨터들에 성공적으로 사용되었다.
윌리엄스관은 음극선관(CRT)에 격자점들을 표시함으로써 동작한다. CRT의 동작 방식으로 인해 각 점 위로 약간의 정전기 전하를 만들어낸다. 점들 각 지점의 전하는 화면 바로 앞에 있는 얇은 금속막에 의해 읽힌다. 디스플레이가 시간이 지남에 따라 흐려지므로 주기적으로 리프레시되었다. 음속보다는 진공관 내 전자들의 속도로 초기의 음향 자연선 기억기보다 더 빠르게 순환한다. 그러나 이 시스템은 주변 자기장에 의해 부정적인 영향을 받았으며 지속적인 동작을 위해서는 꾸준한 얼라인먼트가 필요했다. 윌리엄스-킬번관들은 고속의 컴퓨터 디자인에 주로 사용되었다.
윌리엄스와 킬번은 1946년 12월 11일과 1947년 10월 2일에 영국 특허를 출원했으며 미국 특허 신청은 1947년 12월 10일과 1949년 5월 16일에 이루어졌다.

## 같이 보기
- 아타나소프-베리 컴퓨터